# Heinrich Wilhelm Hunsche
Heinrich Wilhelm Hunsche (* 6. April 1839 in Lienen, Deutschland; † 20. Mai 1934 in São Sebastião do Caí, Rio Grande do Sul, Brasilien) war ein evangelischer Pfarrer und Missionar in Südbrasilien. Er gilt dort als ein Pionier des Evangeliums.

## Leben
Heinrich Wilhelm Hunsche wuchs in dörflicher Umgebung in einem handwerklich und landwirtschaftlich geprägten Elternhaus mit sieben Geschwistern in Lienen am Teutoburger Wald auf. Schon früh hatte er den Wunsch, Missionar zu werden. Dazu wurde er in der Barmer Missionsgesellschaft in Wuppertal-Barmen, heute Vereinte Evangelische Mission, ausgebildet. Er ging als Pfarrer 1867 (Ankunft Januar 1868, Untergang des Segelschiffes in Ufernähe) nach Südbrasilien in die damalige Provinz São Pedro do Rio Grande do Sul, wo er drei evangelische Gemeinden (Linha Nova, Nova Petrópolis, São José do Hortêncio) betreute; wohnhaft war er in der Neuschneiz (Neuschneis), heute Linha Nova. Gleich nach seiner Ankunft in Brasilien nahm er am 10. und 11. Februar 1868 an der ersten Synodalversammlung in São Leopoldo teil.
Er betreute die Gemeinden im Vale do Caí in tagelangen Reisen im unwegsamen Gelände per Pferd. Durch immer neue Gemeinden im Urwald wuchsen die Anforderungen stetig. Dieses war nur möglich im festen Glauben und mit großer Disziplin. Er übte sein Pfarramt über 40 Jahre lang ohne Unterbrechung und ohne Urlaub bis zum 1. Oktober 1908 in der Neuschneiz aus, war aber auch im Ruhestand weiterhin regelmäßig seelsorgerlich tätig. Seine letzte Predigt hielt er 1929 mit 90 Jahren. Sein Nachfolger war Pastor Ernst Dietschi. 
Er heiratete 1871 Emma Sofia Schüle, Lehrerin, geboren in Nellingen (Württemberg) am 16. Januar 1847, gest. São Sebastião do Caí am 9. Oktober 1924. Sie bezogen 8 Tage nach ihrer Hochzeit 1871 das neu erbaute Pfarrhaus in der Neuschneiz, das bis 1955 als solches verwendet wurde. Sie waren eines der ersten Pfarrerehepaare in Südbrasilien, die in ihrer Gemeinde ansässig waren. Die Gemeinde erbaute außerdem bereits 1872 eine eigene Schule mit Lehrerwohnung. Alles zusammen war dieses eine große finanzielle Belastung für die etwa 30 Familien in der Neuschneiz. Da die Anzahl der Christen stetig wuchs, unterstütze er die Gründung neuer Gemeinden und den Bau von Kirchen und Schulen in Südbrasilien. 1890 wurde in Linha Nova eine große neue Kirche erbaut. 
Das Ehepaar Hunsche hatte fünf Kinder, von denen Theodor Johannes Hunsche (1872–1969) ebenfalls Pfarrer wurde; er wirkte zunächst in Brasilien (Nova Petrópolis), ab 1912 in Deutschland. Die Tochter Alwine Wilhelmine Hunsche (1881–1964) heiratete den Pfarrer Paul Wilhelm Ludwig Sudhaus (1866–1947), auch tätig in Südbrasilien.
Zwei Kinder von Theodor Johannes Hunsche wurden ebenfalls Pfarrer: Theodor Hunsche (1904–1980) und Klara Hunsche (1900–1979). Alle drei waren in der Zeit des Nationalsozialismus intensiv engagiert in der Bekennenden Kirche.
Zur weiteren Familie gehören ferner: Friedrich Ernst Hunsche (Schriftsteller, Ahnenforscher), Fritz Sudhaus (Lehrer, Ahnenforscher), Carlos Henrique Hunsche (Historiker, Schriftsteller, Ahnenforscher, Einwanderung nach Südamerika).

## Leistungen
Heinrich Wilhelm Hunsche zeichnete sich durch persönliche Ruhe und Stetigkeit sowie durch Gradlinigkeit und Strenge im Glauben aus; für ihn galt Gottes Wort in der Bibel als einzige Basis des Glaubens. Tanz, Kartenspiel und Alkohol lehnte er ab. In den ersten Jahren in Brasilien gab es starke Konkurrenz durch Gemeinden, die ihre Prediger im Nebenamt aus dem Volke wählten. Schwer war anfangs der Kampf gegen die Mucker-Sekte unter der weiblichen Christussin Jakobine Maurer. Diese zeichnete sich zunehmend durch gewalttätige und grausame Militanz aus.
Durch seine Zuverlässigkeit und sein unerschütterliches Gottvertrauen trug er wesentlich zum stetigen Wachstum und zur Stärke der evangelischen Kirche in Südbrasilien bei.

## Ehrungen
Zur Pensionierung 1908 wurde ihm von Kaiser Wilhelm II. der Rote Adlerorden III. Klasse verliehen.
Zur Erinnerung an Heinrich W. Hunsche und ihm zur Ehre wurde zum 100. Jahrestag seiner Ankunft in Brasilien, am 3. und 4. Februar 1968, in seiner Gemeinde Linha Nova–Feliz eine Feier veranstaltet und die Grundschule „Grupo Escolar Pastor Heinrich Hunsche“ (Escola Estadual de Ensino Médio Pastor Heinrich Hunsche) eingeweiht.
Am 31. Oktober 1985 wurde das Grab von Heinrich Hunsche und seiner Frau Emma Hunsche von São Sebastião do Caí nach Nova Petrópolis umgebettet.
Im Einwandererpark (Parque Aldeia do Imigrante) in Nova Petrópolis befindet sich die Heinrich-Wilhelm-Hunsche-Kirche, erbaut im Fachwerk-Stil. Sie liegt nahe der Rua Pastor Hunsche. In Linha Nova gibt es ebenfalls eine Rua Pastor Heinrich Hunsche.

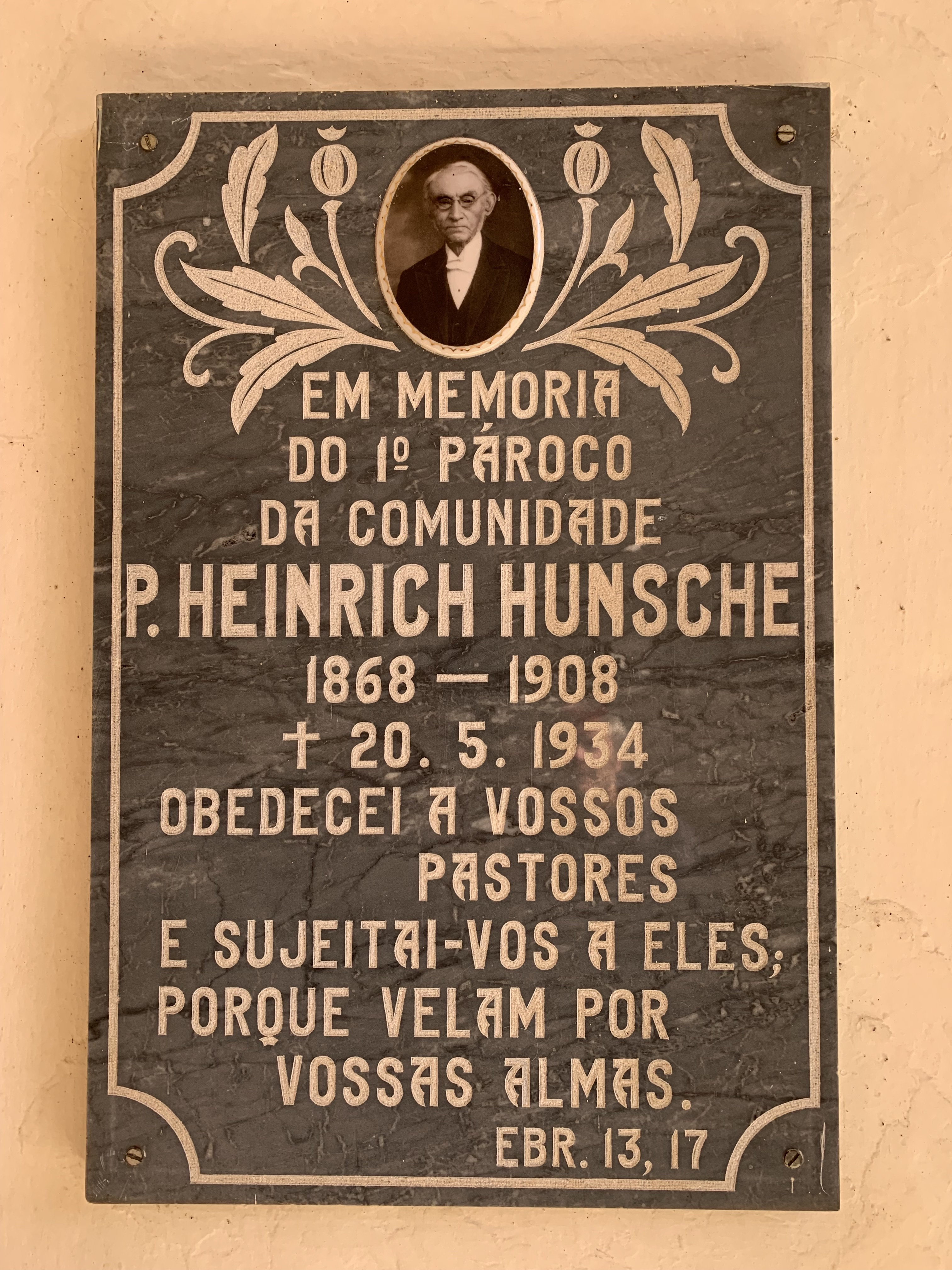
Gedenktafel für Heinrich Wilhelm Hunsche in der Kirche von Linha Nova

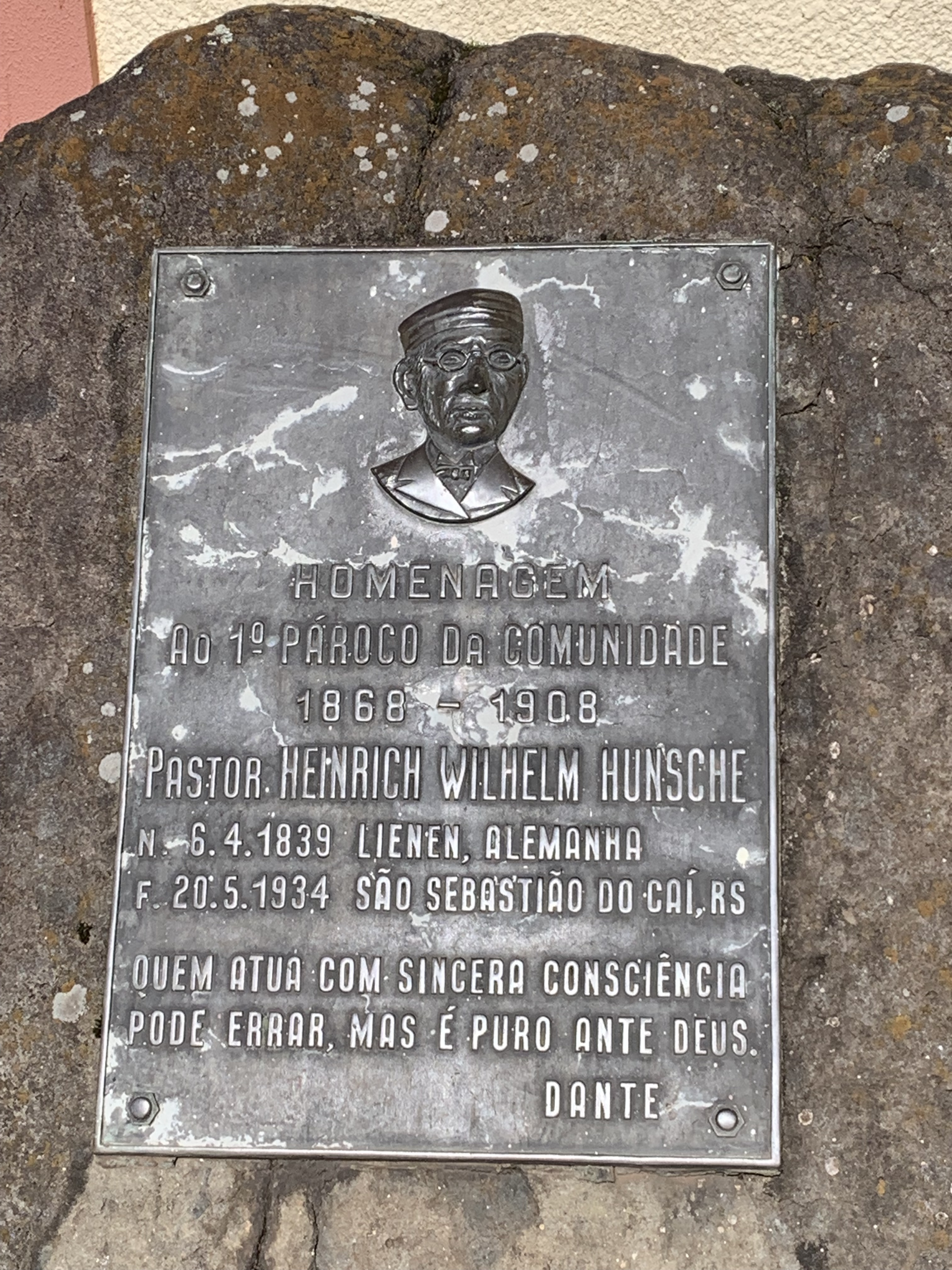
Gedenktafel für Heinrich Wilhelm Hunsche in Linha Nova